# Samuel Reshevsky
Samuel Herman Reshevsky (26. listopadu 1911, Ozorków u Łódźe (tehdy Rusko, dnes Polsko) – 4. dubna 1992, Suffern, New York) byl americký šachový velmistr židovského původu.

## Život
Narodil se jako Szmul Rzeszewski. Byl šestým dítětem polsko-židovských rodičů. Už jako šestiletý hrával simultánku proti zkušeným hráčům. V roce 1920 jako geniální dítě odjel s rodiči na turné po USA a rodina už zde zůstala.
Reshevsky se s týmem Spojených států účastnil šachových olympiád v letech 1937, 1950, 1952, 1958, 1964, 1968, 1970 a 1974.
V letech 1948 se na Turnaji kandidátů o vyzyvatele mistra světa dělil o 3. místo, v roce 1953 skončil druhý. 